# Hellen Lukoma
Hellen Lukoma es una actriz, modelo, diseñadora de moda y cantante ugandesa.

## Carrera
Lukoma es conocida por sus papeles de Patra en The Hostel y Hellen Mutungi en Beneath The Lies. Saltó a la fama como miembro del grupo musical femenino The Obsessions antes de aventurarse en el modelaje, el diseño de moda y la actuación.

## Filmografía

### Cine
| Año  | Película      | Papel  | Director (es)               | Notas |
| ---- | ------------- | ------ | --------------------------- | ----- |
| 2020 | Prickly Roses | Nankya | Mathew Nabwiso              |       |
| 2015 | Situka        | Amanio | Kwezi Kaganda Ruhinda       |       |
| 2011 | Yogera        |        | Donald Mugisha James Tayler |       |

### Televisión
| Año       | Serie de televisión | Papel          | Director (es)                    | Notas                 |
| --------- | ------------------- | -------------- | -------------------------------- | --------------------- |
| 2019 -    | Kyaddala            |                | Emmanuel Ikubese                 |                       |
| 2016 -    | The honourables     | Felicia        | John Ssegawa                     | NTV Uganda            |
| 2014-2016 | Beneath The Lies    | Hellen Mutungi | Joseph Kitsha Kyasi Tosh Gitonga | Creado por Nana Kagga |
| 2011      | The Hostel          | Patra          |                                  | Estudiante            |